# Lucia Cifarelli
Lucia Cifarelli (n. 23 septembrie 1970, Long Island, New York, SUA) este o muziciană americană și este cunoscută pentru munca ei cu formația germană industrială, KMFDM. Ea a fost vocalistă pentru formația Drill și a performat în trupele KMFDM, MDFMK, KGC și Schwein.

## Cariera
Cifarelli a început să înregistreze în studiourile din New York, formând în cele din urmă propria trupă, Drill, împreună cu viitorul basist al trupei Black Label Society, John DeServio. Drill a lansat un album autointitulat, care a generat două videoclipuri muzicale și a obținut o a treia melodie prezentată în filmul Empire Records. Mai târziu, în 1995, Drill a cântat în deschiderea trupei Stabbing Westward, în turneul Wither, Blister, Burn and Peel. Trupa s-a destrămat la scurt timp după încheierea turneului. 
Cifarelli s-a alăturat trupei MDFMK în 2000. Proiectul a înregistrat un singur album intitulat MDFMK care a fost lansat pe 28 martie 2000. În 2001, Cifarelli și Sascha Konietzko au lucrat la supergrupul Schwein și la albumele sale Schweinstein și la albumul de remix ulterior Son of Schweinstein. După ce proiectul MDFMK a fost întrerupt, Cifarelli a fost rugată să se întoarcă în formația KMFDM. 
Ea este membră a trupei Attak din 2002. A înregistrat un album solo, From the Land of Volcanos. Un singur disc din albumul I Will a apărut pe coloana sonoră din filmul American Pie 2. Cifarelli a cântat pe albumul trupei KGC din 2006, Dirty Bomb.

## Viața personală
Lucia Cifarelli a fost crescută în Long Island. Tatăl ei, Albert V. Cifarelli a fost stomatolog, născut în 1937 și crescut în apropiere de Corona, New York, într-o familie italo-americană. Cu prima sa soție, Barbara, Albert a avut patru copii - un fiu (Charles) și trei fiice (Leslie, Karen Joy și Lucia Mia). Bunicii ei paterni sunt Emily Schiavo și Charles Cifarelli. Sora cea mai mare, Leslie Cifarelli, care a fost o actriță aspirantă (Rent Control (film din 1984)) a murit la începutul anilor '90 din cauza complicațiilor legate de HIV. Acest lucru a fost neașteptat și a avut un impact mare asupra vieții lui Lucia, deoarece erau foarte apropiate. Obișnuiau să asculte pe Kate Bush, Stevie Wonder, Roxy Music și David Bowie împreună când erau copii. Când Leslie a absolvit, Lucia o vizita în weekend și au dansat adesea în cluburile de noapte Xenon Danceteria, The Tunnel, The Nile sau Palladium.
Potrivit spuselor ei, Cifarelli era un copil obișnuit, iar părinții ei știau că nu va urma o carieră în știință, precum tatăl sau unchii ei. Singura ei pasiune a fost cântatul. La început nu a arătat nici un talent mare, dar avea o hotărâre suficient de mare pentru a-l depăși. Leslie a încurajat-o să continue să cânte, iar în adolescență, Cifarelli a primit un loc de muncă pentru a-și plăti lecțiile de canto cu antrenori vocali precum Tania Travers.
Când sora ei mai mare a fost diagnosticată cu boală terminală, Cifarelli a început să-și exprime furia și mâhnirea interioară în muzica ei, ceea ce a determinat-o să includă diverse „mârâituri primare” și țipete în cântecele ei. Această tehnică de cântare a fost mai târziu asociată cu ea, dar Lucia nu a încetat niciodată să experimenteze.
În iulie 2005, s-a căsătorit cu fondatorul și producătorul KMFDM, Sascha Konietzko. Ei locuiesc în Hamburg, Germania, orașul natal al soțului ei. Cuplul are o fiică (Annabella Asia Konietzko, născută pe 14 februarie 2008).